# Бисерка Илијашев
Бисерка Илијашев (рођ. Милићевић, 15. март 1942 — Кикинда, 29. децембар 2020) била је инжењерка архитектуре, рођена је у селу Гргуре, у општини Блаце, 1942. године. Била је чланица Удружења урбаниста Србије и Војводине, инжењерске коморе Србије и Удружења архитеката Кикинде. Завршила је Архитектонски факултет у Београду 1966. године.

## Каријера
Радни век започела је 1966. године, као професор у Средњој грађевинској школи у Кикинди, у оквиру тадашњег Школског центра за техничко образовање. 1977. године добија запослење у Пројектном бироу (део грађевинске радне организације Северни Банат). У периоду 1980 – 1982. године, била је директор Пројектног бироа. 1987. године именована је за секретара за урбанизам општине Кикинда и на том месту остаје до 1991. Последњих 10 година радног века, до пензионисања 2001. године, радила је на пословима водећег урбанисте у Заводу за урбанизам у Кикинди. Урадила је низ урбанистичких планова не само за општину Кикинда, него и за општине Нови Кнежевац, Нова Црња и Чока.
У центру интересовања Бисерке Илијашев, као архитекте и урбанисте, налазила се градитељска баштина Кикинде. Посветила се истраживању ове области. Кроз богато урбанистичко и архитектонско наслеђе Кикинде, Бисерка Илијашев трагала је за могућностима развоја Кикинде у урбанистичком и архитектонском смислу. Сазнања добијена у овим истраживањима користила је у изради урбанистичких планова и трудила се да Кикинда остане препознатљив град. Својим радом допринела је очувању идентитета и препознатљивости насеља у Банату на крају 20. века.
Умрла је 29.12.2020. у Кикинди.

## Објављене књиге
Бисерка Илијашев ауторка је низа књига о архитектури и урбанизму Кикинде:
- СУВАЧА У КИКИНДИ – МЛИН РАВНИЦЕ, АД Кикиндски млин, Кикинда и Тиски цвет, Нови Сад, 1999.
- КИКИНДА, ВЕКОВИ ПРОЛАЗЕ – ГРАД ОСТАЈЕ, Историјски архив, Кикинда, 2002.
- ВРАТА – КИКИНДСКИ АРХИТЕКТОНСКИ ДРАГУЉ, Историјски архив, Кикинда, 2004.
- АРХИТЕКТИ МИЛАН И ЂОРЂЕ ТАБАКОВИЋ, Гарамонд, Ново Милошево, 2007.
- ВИЛЕ И ПАЛАТЕ У КИКИНДИ, Историјски архив, Кикинда, 2010.
- 20 ГОДИНА ЗА ЈАВНО ЗДРАВЉЕ КИКИНДА, монографија, Завод за јавно здравље Кикинда, 2013.
- 50 ГОДИНА УРБАНИЗМА У КИКИНДИ - град по мери човека, монографија, Народни музеј Кикинда и Удружење чланова и пријатеља Матице српске у Кикинди, Кикинда 2015.

## Признања и награде
Рад Бисерке Илијашев вишеструко је награђиван. 
- 1995. IV Салон урбанизма у Нишу - Прва награда за приказ плана Град Велика Кикинда - план унутрашњости и околине по првом катастарском попису из 1876. године, аутора Јаноша (Јована) Диме.
- 2002. XI међународни салон урбанизма у Крагујевцу - Прва награда за књигу Кикинда, векови пролазе, град остаје
- 2003. Годишња награда Удружења урбаниста Србије
- 2005. Салон архитектуре Новог Сада - Повеља за публицистику, научне стручне радове и књиге, за књигу Врата - кикиндски архитектонски драгуљ
- 2005. Награда Михајло Радовановић, Удружења урбаниста Србије поводом обележавања 50 година урбанизма у Србији
- 2007. XVI Салон урбанизма у Нишу - трећа награда у категорији публикације за тематски број часописа „Attendite“
- 2012. Годишња награда Кикинде[3]